# Mario Charvet
Mario Charvet fue un deportista italiano que compitió en remo como timonel. Ganó una medalla de bronce en el Campeonato Europeo de Remo de 1912, en la prueba de dos con timonel.

## Palmarés internacional
| Campeonato Europeo | Campeonato Europeo | Campeonato Europeo | Campeonato Europeo |
| Año                | Lugar              | Medalla            | Prueba             |
| ------------------ | ------------------ | ------------------ | ------------------ |
| 1912               | Ginebra (Suiza)    | Medalla de bronce  | Dos con timonel    |